# 石工站
石工站是位于河北省石家庄市长安区的一个铁路车站。车站建于1959年，有石德铁路经过该站，现仅办理货运，不办理客运业务，车站及其上下行区间均已电气化。车站距离石家庄站7公里，隶属中国铁路北京局集团石家庄南车站。